# Gymnopleurus koenigi
Gymnopleurus koenigi é uma espécie de escaravelho do esterco encontrado na Índia, Sri Lanka, Mongólia e Tibete.

## Descrição
Esta espécie amplamente oval e convexa média tem um comprimento médio de cerca de 7 a 11,5 mm. Corpo enegrecido com cerdas brancas ou amarelo-claras no dorso. Essas cerdas também formam um padrão único no élitro. Cabeça densamente granular, com linha mediana elevada e lisa. Clípeo profundamente entalhado no meio e forma um único lobo bastante afiado em cada lado. Pronoto perfurado densamente de forma rugosa. Elytra profundamente sulcado. Os lados abdominais são arredondados.